# 巴西尼亞諾戰役
巴西尼亞諾戰役發生於1745年9月27日，是奧地利王位繼承戰爭義大利戰場中的一場決定性的戰役，由波旁同盟與热那亚共和国組成的聯軍战胜了奧地利大公國和薩丁尼亞王國。
戰前聯軍占领了一系列城镇如：托尔托纳、帕尔马、皮亚琴察等地，并將要直攻米兰。奥地利軍隊被迫去保护伦巴第的首都，留下了撒丁王國的軍隊，使其隨後遭到擊敗，而到了1745年底，除了曼图亚的堡垒和米兰的城堡外，整个伦巴第都在法西聯軍的控制之下。

## 註腳
1. ↑  Tivaroni (1888), p. 175
2. 1 2  Browning, p. 234